# Michel Enríquez
Artikeln följer den spanska namnseden; faderns efternamn är Enríquez och moderns efternamn Tamayo.
Michel Enríquez Tamayo, född den 11 februari 1979 i Nueva Gerona, är en kubansk basebollspelare som tog guld för Kuba vid olympiska sommarspelen 2004 i Aten, och som även tog silver vid olympiska sommarspelen 2008 i Peking.
Enríquez representerade även Kuba vid World Baseball Classic 2006 och 2009. 2006, när Kuba kom tvåa i turneringen, spelade han åtta matcher och hade ett slaggenomsnitt på 0,194, inga homeruns och tre RBI:s (inslagna poäng) och 2009 spelade han sex matcher och hade ett slaggenomsnitt på 0,304, inga homeruns och fem RBI:s.